# Demokratyzm
Demokratyzm – ideologia polityczna i filozoficzna oparta na poparciu dla demokracji uznawanej za najlepszą formę rządów. Przeciwieństwem demokratyzmu jest antydemokratyzm, którego zwolennicy wolą monarchię lub dyktaturę.